# Potée bourguignonne
Pour les articles homonymes, voir Potée et Bourgogne.
La potée bourguignonne est une recette de cuisine traditionnelle de la cuisine bourguignonne, variante des potées, à base de viandes, charcuteries, et légumes de Bourgogne (en Bourgogne-Franche-Comté).

## Histoire
La potée bourguignonne est un plat traditionnel d'hiver, aux couleurs de la campagne d'Europe occidentale, à base de viande de porc de salaison et de légumes d'hiver de jardin potager, cuits longtemps et servis chaud. C'est un plat de repas familial traditionnel, et de bistrot. Ce plat associe porc et chou comme la choucroute, et consiste à faire cuire à l'eau de la viande et des légumes comme le pot-au-feu.

## Préparation et service
Faire mijoter à l'étouffée environ 45 minutes dans l’eau bouillante d'une cocotte-faitout les ingrédients suivants coupés en gros morceaux : viandes de porc, échine, jambon, jambonneau, jarret, longes, palette fumée, saucisse, lard, et chou, pommes de terre, navets, carottes, poireaux, oignon, bouquet garni. Le plat est servi et consommé chaud, servi en trois parties : la viande, les légumes et le bouillon pour faire une soupe.

## Variantes
Potée, potée comtoise, potée lorraine, potée alsacienne, baeckeoffe, potée auvergnate, potée berrichonne, potée bretonne, potée champenoise, potée limousine, potée savoyarde…